# Deodato 2
Deodato 2 è il nono album in studio di Eumir Deodato, realizzato nel 1973.

## Descrizione
Dopo il successo commerciale di Prelude, il tastierista brasiliano realizza l'omonimo album, un disco caratterizzato da un suono funk e groovy. La maggior parte dei brani sono cover reinterpretate in stile fusion. 
Super Strut è stata inserita all'interno del videogioco GTA Vice City.
La versione compact disc comprende pezzi inediti, tra cui un arrangiamento di Do It Again degli Steely Dan.

## Tracce

### Lato A
1. Nights in White Satin (Justin Hayward) - 6:01
2. Pavane pour une infante défunte (Maurice Ravel) 4:08
3. Skyscrapers (Eumir Deodato) - 6:40

### Lato B
1. Super Strut (Eumir Deodato) - 8:58
2. Rapsodia in blu (George Gershwin) - 8:48

## Formazione
- Eumir Deodato: pianoforte, arrangiamenti
- Rubens Bassini, Gilmore Degap: percussioni
- Stanley Clarke, John Giulino: basso
- John Tropea: chitarra
- Hubert Laws, Romeo Penque, George Marge: flauto
- Alan Rubin, Jon Faddis, Victor Paz, Burt Collins: tromba
- Billy Cobham, Frank Zee, Rick Marotta: batteria